# Augustin Tschinkel

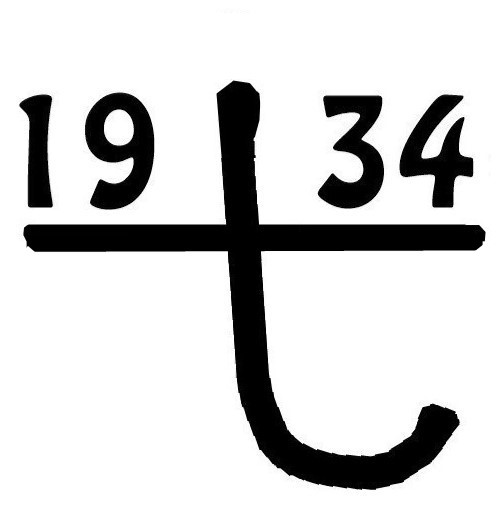
Tschinkels Signatur

Augustin Tschinkel (geboren 3. August 1905 in Prag; gestorben 1. Mai 1983 in Köln) war ein tschechischer Künstler der figurativ-konstruktivistischen Kunstrichtung.

## Leben und Wirken
Tschinkel studierte von 1921 bis 1924 an der Kunstgewerbeschule in Prag. 1924–1939 fertigte er Illustrationen für Zeitschriften und Bücher, freie Grafik und Malerei im Sinne der Kölner Progressiven. 1928 kam Tschinkel nach Köln, um Ladislav Sutnar zu unterstützen, der im Rahmen der Pressa-Ausstellung für den tschechischen Pavillon verantwortlich war. Er steuerte Statistische Tafeln für den tschechoslowakischen Pavillon bei.
Während Tschinkel in Köln war, hatte er Gelegenheit, Franz Seiwert zu treffen, den er als Autor des linken Kunst- und Politik-Magazins „Die Aktion“ kannte. Er schloss sich den „Kölner Progressiven“ an, einer Gruppe, die Seiwert und Heinrich Hoerle gegründet hatten. Tschinkel übernahm deren Methode der Schwarz-Weiß-Bilder, die leicht zu vervielfältigen waren, und auch den Typ der Plakate für die arbeitende Klasse, wobei es den war, welche Schwierigkeiten beim Anbringen entstehen konnten. Sie nannten das „soziale Grafik“, wobei Tschinkel der einzige tschechische Vertreter dieser Richtung war.
1929 folgte Tschinkel dem Mitglied der Kölner Progressiven Gerd Arntz nach Wien, um dort, wie auch Peter Alma (1886–1969), für das „Österreichische Gesellschafts- und Wirtschaftsmuseum“ zu arbeiten. Hier übernahm er die Wiener Methode, die die visuelle Erziehung, wie sie Otto Neurath lehrte, mit den Ideen der figurativen Konstruktivisten verband.
Als Folge der Niederlage des „Schutzbundes“ in den Februarkämpfen 1934 wurde das Gesellschafts- und Wirtschaftsmuseum mit Beginn des Austrofaschismus aufgelöst und dann als „Österreichisches Institut für Bildstatistik“ weitergeführt. Tschinkel kehrte in die Tschechoslowakei zurück und erhielt eine Beschäftigung 1931–1941 als grafischer Berater des Staatlichen Schulbücherverlages in Prag. 1936–1941 arbeitete er als Zeichenlehrer an der Staatlichen Grafischen Schule in Prag. Hier setzte er die Wiener Methode ein, um pädagogisches und statistisches Material herzustellen.
Nach dem Zweiten Weltkrieg wirkte Tschinkel von 1946 bis 1947 als Gebrauchsgrafiker in Leipzig. Von 1947 bis 1956 arbeitete er in Westberlin, wobei er 1950 in Bielefeld für die Halle „Landesplanung“ der „Constructa“ Hannover tätig war. Von 1956 bis 1964 war er Mitarbeiter des Instituts „Geo-Grafik“ in Salzburg und von 1964 bis 1970 Zeichner am Anatomischen Institut der Universität Köln. Er nahm auch wieder Verbindung zu Sutnar auf.
In der Nachkriegszeit schuf Tschinkel auch konventionelle Ölgemälde und Drucke. In den 1950er Jahren schrieb er sich mit Raoul Hausmann. Er ist Verfasser zahlreicher Schriften zur Kunst.
„Das schwimmende Clavier“, das Tschinkel 1962 publizierte, enthält, wie im Untertitel angegeben, „Bildreportagen aus Urgroßvaters Jugendzeit, zum Lachen und zum Weinen“. Tschinkel besorgte die Auswahl aus Bildreportagen der Wiener Zeitschrift „Das interessante Blatt“ aus den 1880er, 90er Jahren und schrieb das Vorwort.

## Ausstellungen
- Vertreten auf der Ausstellung „Politische Konstruktivisten. Die Progressiven 1919–1933“, Berlin 1975.
- Einzelausstellung „Augustin Tschinkel. Grafiek, Illustraties, Typografie“, Haags Gemeentemuseum, Den Haag 1976.

## Publikationen (Auswahl)
- Tschinkel, Augustin: V Praze : Grafická škola, 1940.
- Tschinkel, Augustin: Das schwimmende Clavier. Bildreportagen aus Urgroßvaters Jugendzeit, zum Lachen und zum Weinen. editio totius mundi, Wien, 1962.
- Tschinkel, Augustin: Aktive Graphik 1927–1937. 9 signierte Linolschnitte. Mit einer Einführung von Hans Schmitt-Rost. Edition Werner Kunze, Berlin, 1972.